# Magyar–jugoszláv örök barátsági egyezmény
A magyar–jugoszláv örök barátsági egyezményt 1940. december 12-én írták alá Belgrádban.  Ratifikálására 1941. február 27-én került sor.

## Előzmények
A szerződés megkötése előtt időszakban Teleki kormánya arra készült, hogy háború törhet ki Románia és az első világháború után Erdélyt elvesztő, de azt visszaszerezni szándékozó Magyarország között. A fegyveres semlegesség koncepcióját valló kormány, hogy az egyre erősödő német hatalomhoz ne köteleződjön el teljes mértékben, más irányú kapcsolatokat is szeretett volna fenntartani. Jugoszlávia németbarátsága ellenére nagyon jó kapcsolatokat tartott fenn Angliával.
Jugoszlávia számára szintén az volt fontos, hogy magyar segítséggel enyhíthesse az erősödő balkáni német befolyást és növekvő nemzetközi elszigeteltségét, amit az okozott, hogy korábbi barátai közül Csehszlovákia és Franciaország német uralom alá került, Románia németbarát lett, miközben Jugoszláviával szemben ellenséges volt a szomszédos Bulgária és Olaszország is.
A közeledés magyar külpolitikai prioritása annyira a levegőben volt, hogy 1939 vége felé a magyar sajtóban és közéleti fórumokon egyre gyakrabban bukkant fel az az óhaj, hogy baráti alapon rendezni kell Magyarország és Jugoszlávia kapcsolatát. Ezt az elképzelést támogatta másokkal együtt Bajcsy-Zsilinszky Endre is.
Bajcsy-Zsilinszky barátja, Németh Imre, aki december 9-én egy Balkán-konferenciára érkezett Belgrádba, erről a hangulatról tájékoztatta a jugoszláv miniszterelnököt, Dragiša Cvetkovićot és más jugoszláv politikusokat. Budapestre visszatérve beszámolt a kedvező fogadtatásról Telekinek. A Magyarország című napilapban Magyar szó, magyar dal, magyar hangulat Belgrádban címmel jelent meg beszámoló. Ezt követően Teleki biztatására Bajcsy-Zsilinszky ment Belgrádba a tapogatózás folytatására. A közeledést Vladko Maček, a szerb-horvát kiegyezés tető alá hozója is támogatta. Bajcsy-Zsilinszky a tárgyalások során érvei közt utalt Kossuth Lajos elképzeléseire a Dunavölgyi konföderációról.
A későbbi fejlemények tükrében paradox, hogy a szerződés aláírását Németország is támogatta, mivel Hitler megbízott Jugoszlávia németbarátságában, ugyanakkor már a Szovjetunió elleni későbbi támadásra készülve biztosítani akarta a Balkán stabilitását.

## A szerződés aláírása
Az 1940. december 12-én megkötött szerződés csak három pontból állt.
Első két pontja:
- 1. A Magyar Királyság és a Jugoszláv Királyság között állandó béke és örök barátság fog fennállni.
- 2. A Magas Szerződő felek egyetértenek abban, hogy tanácskozni fognak mindazokban a kérdésekben, amelyek megítélésük szerint kölcsönös kapcsolataikat érinthetik.

Magyarország ugyanakkor a szerződésben nem mondott le a korábban Jugoszlávia által annektált magyar területekről. E kikerült pont körül diplomáciai súrlódás keletkezett Németország és Magyarország közt. Ugyanis Németország ugyancsak szerződést készült aláírni Jugoszláviával, és híre ment, hogy a szövegben garantálni kívánták Jugoszlávia területi épségét. A magyar külügyminiszter Bárdossy László erre botránnyal, küszöbönálló berlini látogatása lemondásával fenyegette meg a német külügyminiszter Ribbentropot, aki erre megígérte, hogy a németek csak azt ígérik majd Jugoszláviának, hogy „tisztelni” fogják területi integritását.
Az első pont, amely a nemzetközi szerződésekben szokatlan módon morális magasságokba emelte a két ország viszonyát, a későbbi értékelők szemében sok bírálatot kapott, mivel 1941 áprilisában a végletekig fokozta a helyzet kínosságát Magyarország számára.

## Az egyezmény megszegése
Jugoszlávia belpolitikai zűrzavara és a német hatalmi igények hónapok alatt ellentétes pályára állították a közeledést megkísérlő két országot. 1941. március 25-én Jugoszlávia csatlakozott Németország, Olaszország és Japán háromhatalmi egyezményéhez, de másnap egy németellenes puccs eltávolította Cvetković kormányát.
Németország elérkezettnek érezte az időt Jugoszlávia megszállásához, amihez Magyarországra mint felvonulási területre volt szüksége, és ebben kihasználhatta azt az erősödő magyar igényt, hogy az országnak vissza kell szereznie elvesztett területeit, köztük a Jugoszláviához került Délvidéket is. Jugoszlávia megszállása egyben elhárította a kisantant kialakulásának veszélyét, de szószegést jelentett.
Ebben a nehéz helyzetben Teleki először lemondott, de visszavonta lemondását, és megpróbálta megállítani a hadbalépéshez vezető folyamatot. A Legfelső Honvédelmi Tanács 1941. április 1-jei ülése elfogadta javaslatát arról, hogy magyar támadásra csak akkor kerülhessen sor, ha a Magyarországgal az örökbarátsági szerződést aláíró Jugoszlávia megszűnik mint állam. A következő nap Horthy Miklós kormányzó és a hadsereg főparancsnoka azonban azt közölte Telekivel, nem veszi figyelembe teljes mértékben a határozatot.
Az őrlődő miniszterelnök gyötrelmeit tovább súlyosbította, hogy az Egyesült Királyság jelezte neki, semmilyen körülmények között és formában nem hajlandó elnézni, hogy Magyarország részt vegyen egy Jugoszlávia elleni támadásban. Teleki április 3-án hajnali fél kettő és fél három között a Sándor-palotában lévő lakosztályában főbe lőtte magát. „Szószegők lettünk. A gazemberek oldalára álltunk. Nem tartottalak vissza, bűnös vagyok.” – írta búcsúlevelében Horthyhoz. A miniszterelnök tette olyan mély benyomást gyakorolt Winston Churchill brit miniszterelnökre, hogy azt nyilatkozta: a háborút majdan lezáró békekonferencián egy széket üresen kell majd hagyni Teleki Pál számára.
Azonban az április 6-i német támadás hatására Horvátország április 10-én deklarálta függetlenségét, így Teleki kívánsága – sok történész álláspontja szerint – végül teljesült, és az április 11-i magyar támadás már nem azt a Jugoszláviát érte, amellyel Magyarország örök barátsági szerződést kötött.